# Hemigrammus rodwayi
Espèce
Synonymes
- Hemigrammus armstrongi Schultz & Axelrod, 1955[2]

Hemigrammus rodwayi est une espèce de poissons de la famille des Characidés. Elle a été décrite pour la première fois par Durbin en 1909. Ce poisson est originaire d'Amérique du Sud (Guyane, Pérou, Surinam et Brésil).

## Étymologie
Son nom spécifique, rodwayi, pourrait lui avoir été donné en l'honneur de James Rodway (d) (1848-1926), botaniste et naturaliste guyanais.